# Motorola Mobility

Historisches Logo

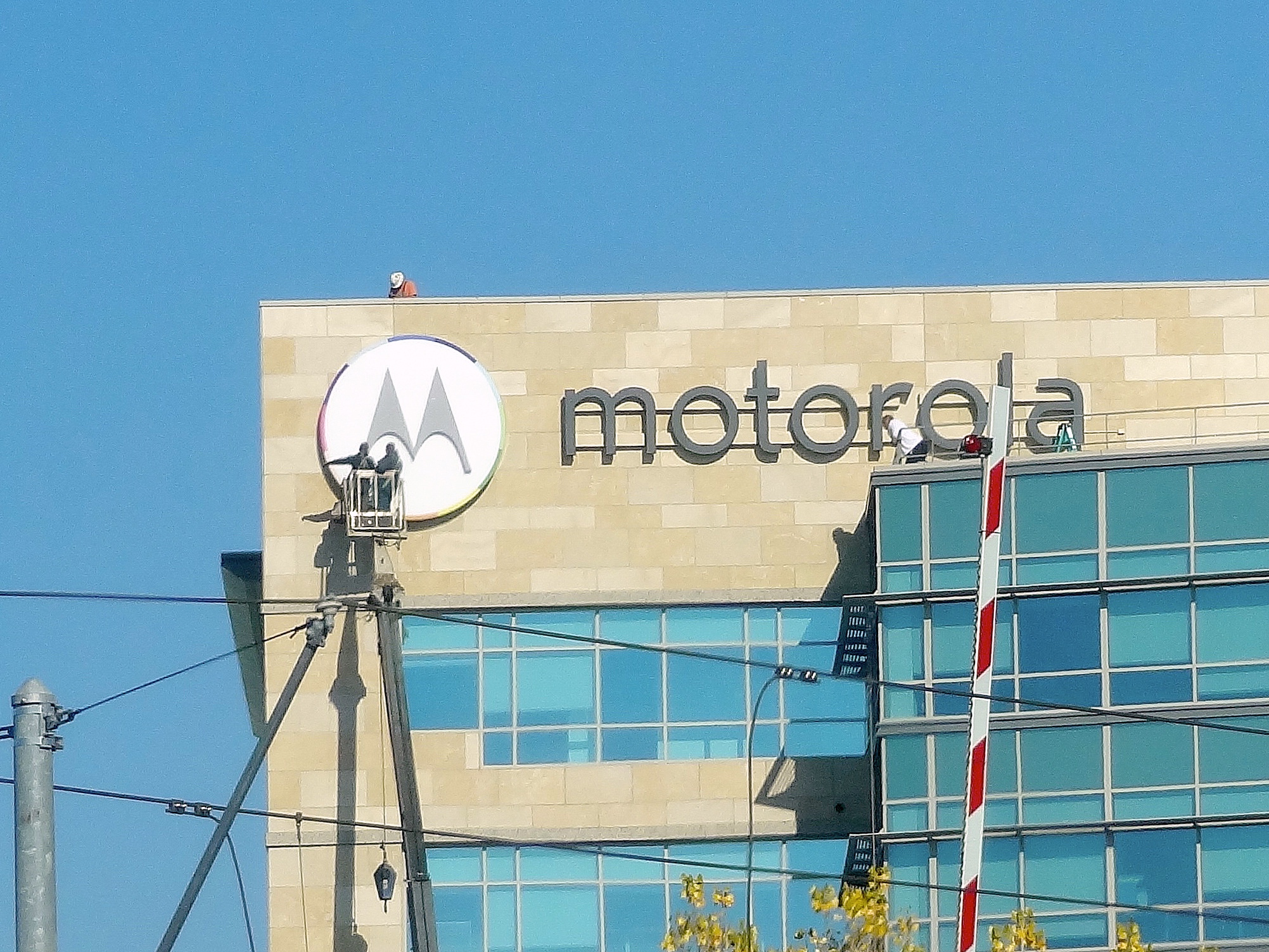
Installation des neuen Motorola-Mobility-Logos in der Nähe des Google Hauptcampus. Motorola Mobility wurde sieben Wochen später an Lenovo verkauft.

Motorola Mobility mit Unternehmenssitz in Chicago, Illinois, ist ein US-amerikanischer Hersteller von Mobiltelefonen und seit 2014 Teil der Lenovo Group. Das Unternehmen ging im Januar 2011 aus der Aufspaltung der Motorola Inc. hervor. Das Enterprise- und das Funkgerätegeschäft wurden bei Motorola Solutions angesiedelt, während das Handy-, Modem- und Set-Top-Box-Geschäft zu Motorola Mobility überführt wurde. 

## Geschichte
Am 22. Mai 2012 schloss Google, nach Genehmigung der verschiedenen Kartellbehörden, die im August 2011 angekündigte Übernahme von Motorola Mobility ab. Für die Übernahme hatte Google 12,5 Milliarden US-Dollar bezahlt. Am selben Tag löste der Google-Mitarbeiter Dennis Woodside den bisherigen CEO von Motorola Mobility Sanjay Jha in dieser Funktion ab.
In einem Patentstreit über standardrelevante Patente mit Apple hatte Motorola Mobility ein vorübergehendes Verkaufsverbot einiger Apple-Produkte beim Landgericht Mannheim erwirkt. Ende Februar 2012 setzte das Oberlandesgericht Karlsruhe dieses Online-Verkaufsverbot für iPhone und iPad bis zur Entscheidung des Berufungsverfahrens außer Kraft.
Am 17. April 2013 wurde gemeldet, dass Motorola Home, die Modem- und Set-Top-Box-Sparte von Motorola Mobility, für 2,2 Milliarden US-Dollar an die Arris Group mit Sitz in Suwanee (Georgia) verkauft wurde. Motorola Mobile verblieb als eigenständige Sparte bei Google.
Im Januar 2014 gab Google bekannt, dass Motorola Mobility vom chinesischen PC-Hersteller Lenovo für einen Verkaufspreis von 2,91 Milliarden US-Dollar übernommen wird, wobei das Patentportfolio allerdings größtenteils bei Google verbleibt. Die Übernahme wurde im Oktober 2014 abgeschlossen.
Im Januar 2016 gab der Chief Operating Officer (COO) von Motorola Mobility, Rick Osterloh, bekannt, dass die Marke Motorola aufgegeben werden soll und künftige Smartphones unter dem Namen Lenovo auf den Markt kommen sollen. Die High-End-Modellreihe soll Moto heißen und die entsprechenden Smartphones weiterhin das M-Symbol von Motorola tragen; für günstige Geräte soll dagegen der Modellname Vibe genutzt werden. Die Ankündigung wurde im Juni 2017 zurückgenommen.
2019 stellte Motorola mit dem razr sein erstes Foldable, faltbares Smartphone vor. 2023 präsentierte Motorola im Rahmen des MWC in Barcelona das Rollable rizr, ein Smartphone mit rollbarem Display. 

## Produkte (Auswahl)
- Fitness Tracker MotoACTV
- Smartwatch Motorola Moto 360 und Motorola Moto 360 (2015) (Android Wear Uhren) sowie New Moto 360 (2020)
- Mobiltelefone (Handys, Smartphones)

Das Modell RAZR V3 gehörte zu den ersten „kleineren“ Handys.

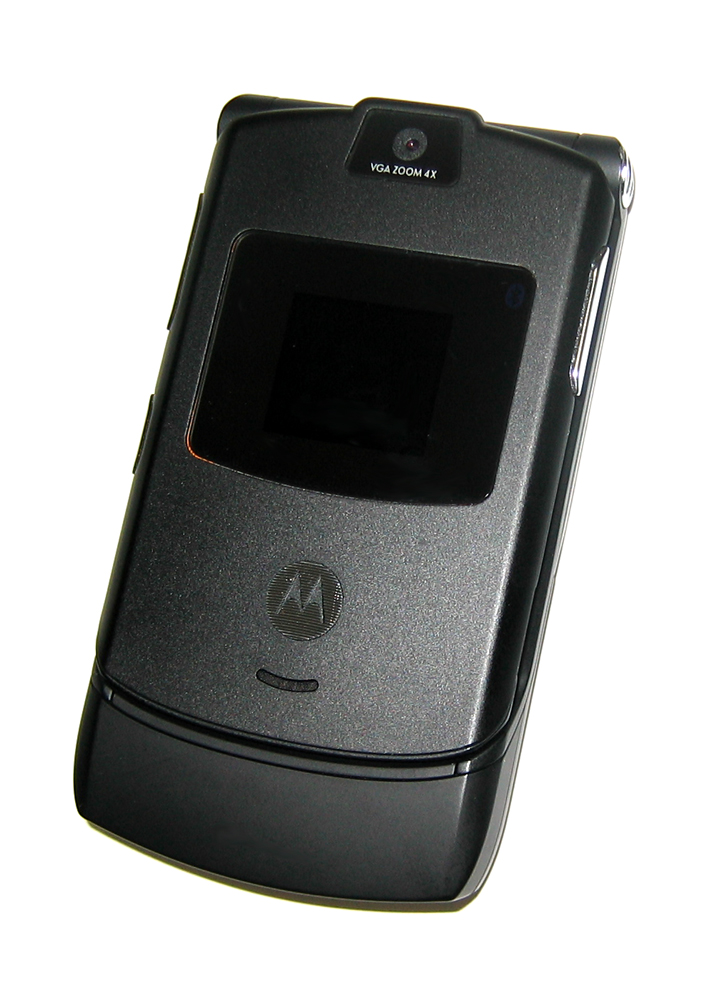
Motorola RAZR V3 Smartphone
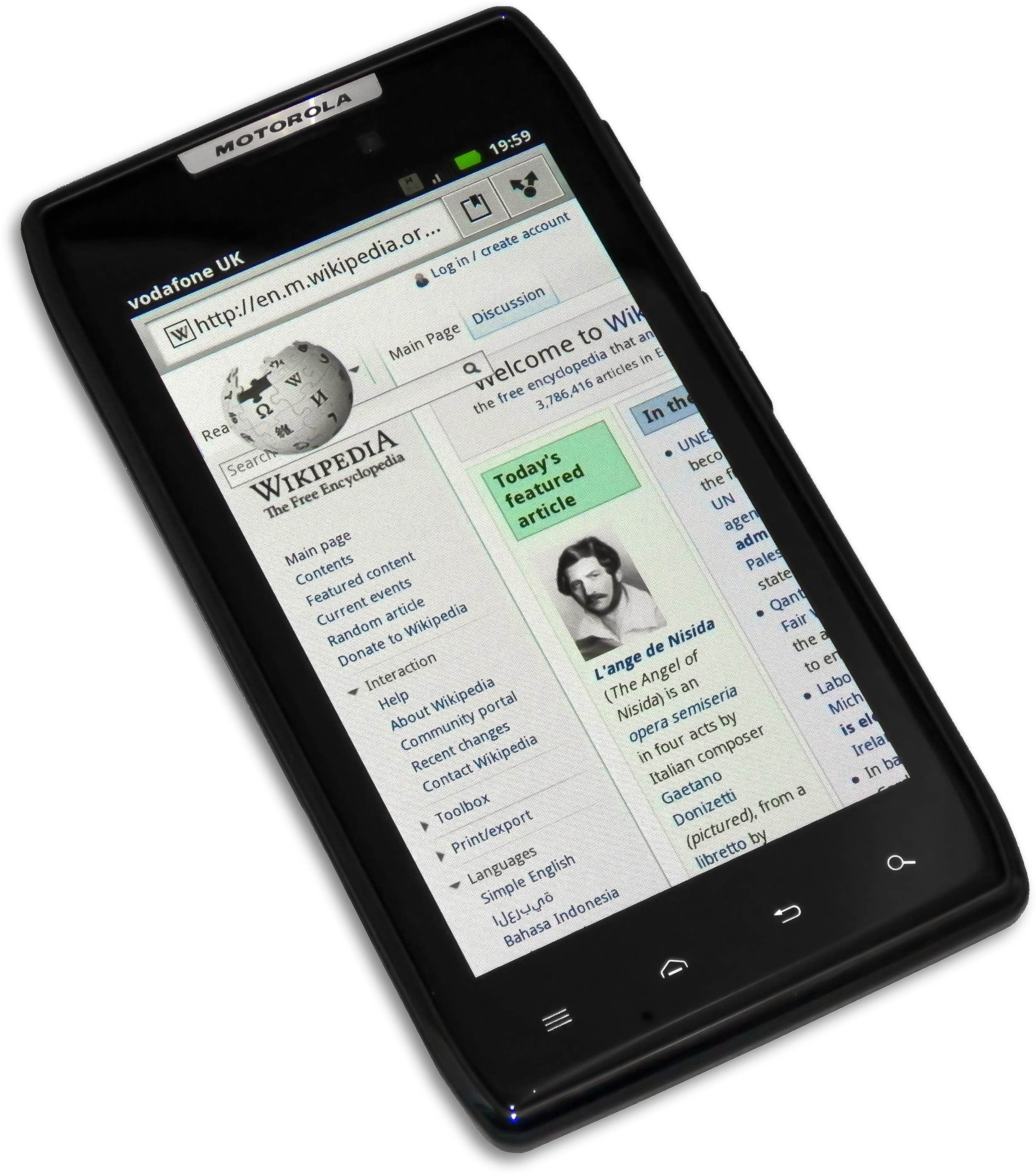
Motorola RAZR XT910 Smartphone
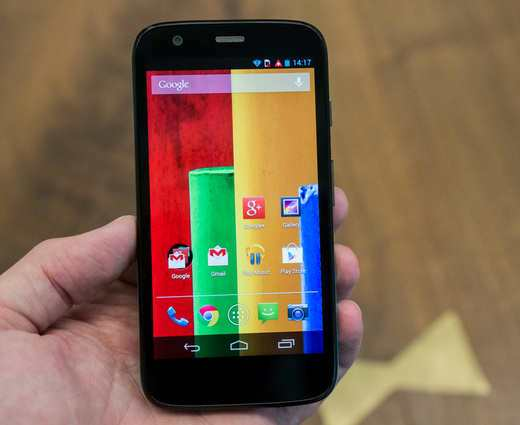
Motorola Moto G (1. Gen.)
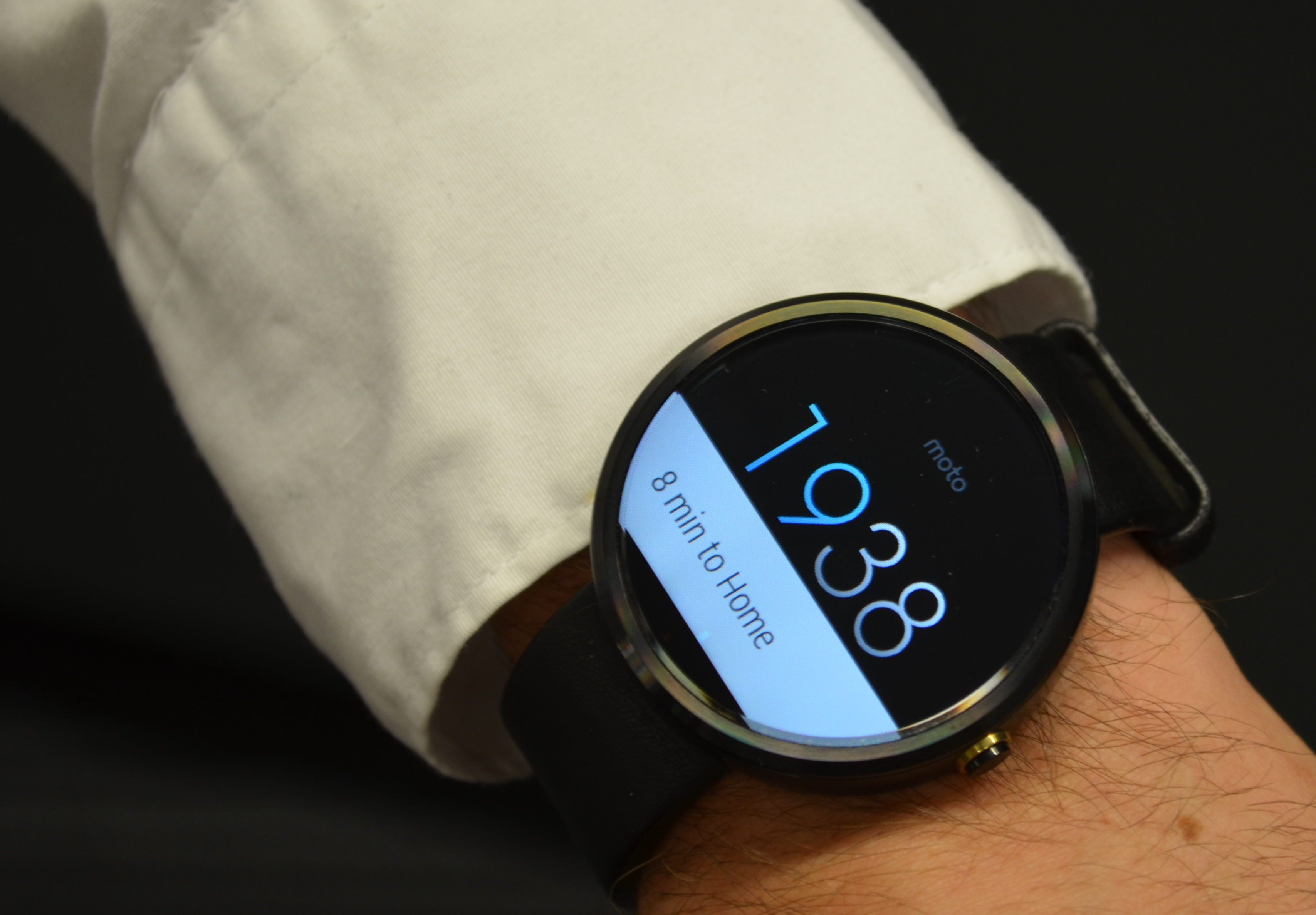
Motorola Moto 360 Smartwatch
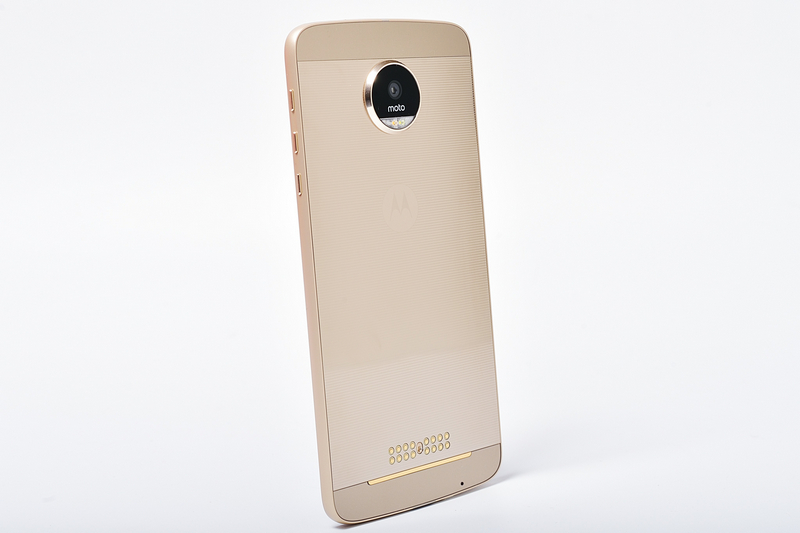
Moto Z
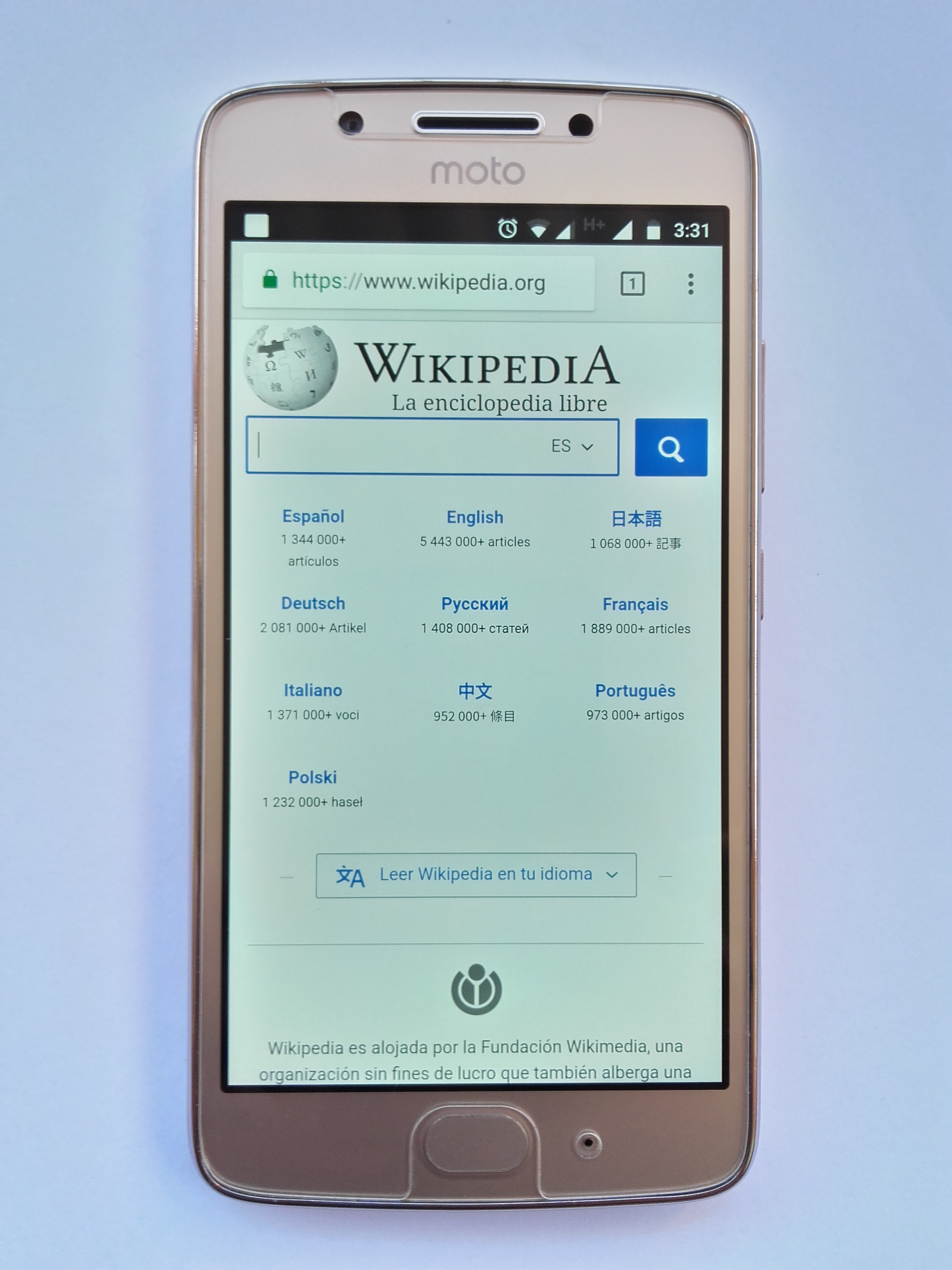
Moto G5 mit der Wikipedia-Startseite
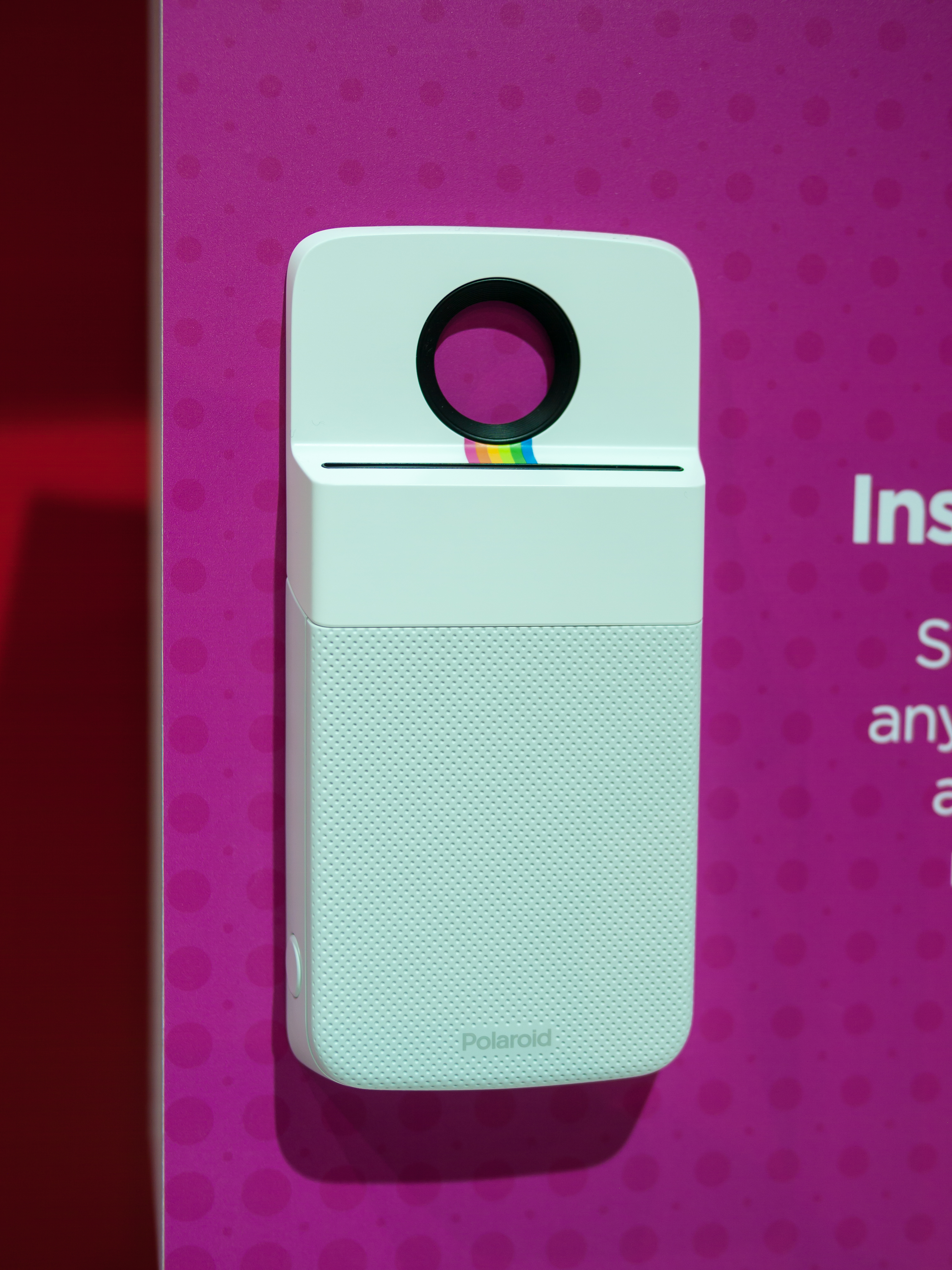
Fotodruckaufsatz für das Moto Z3 Play
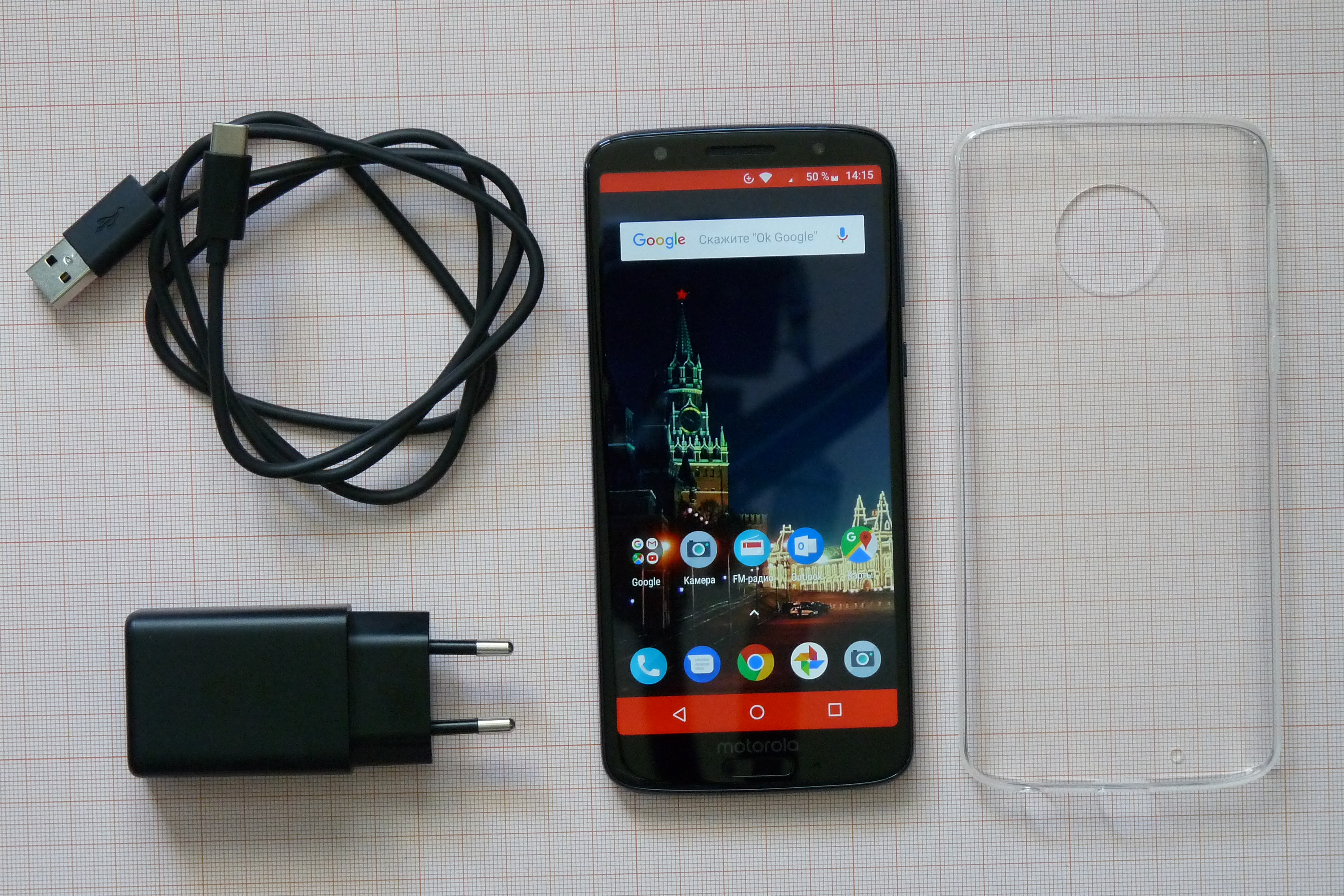
Moto G6 mit zusätzlichem Zubehör
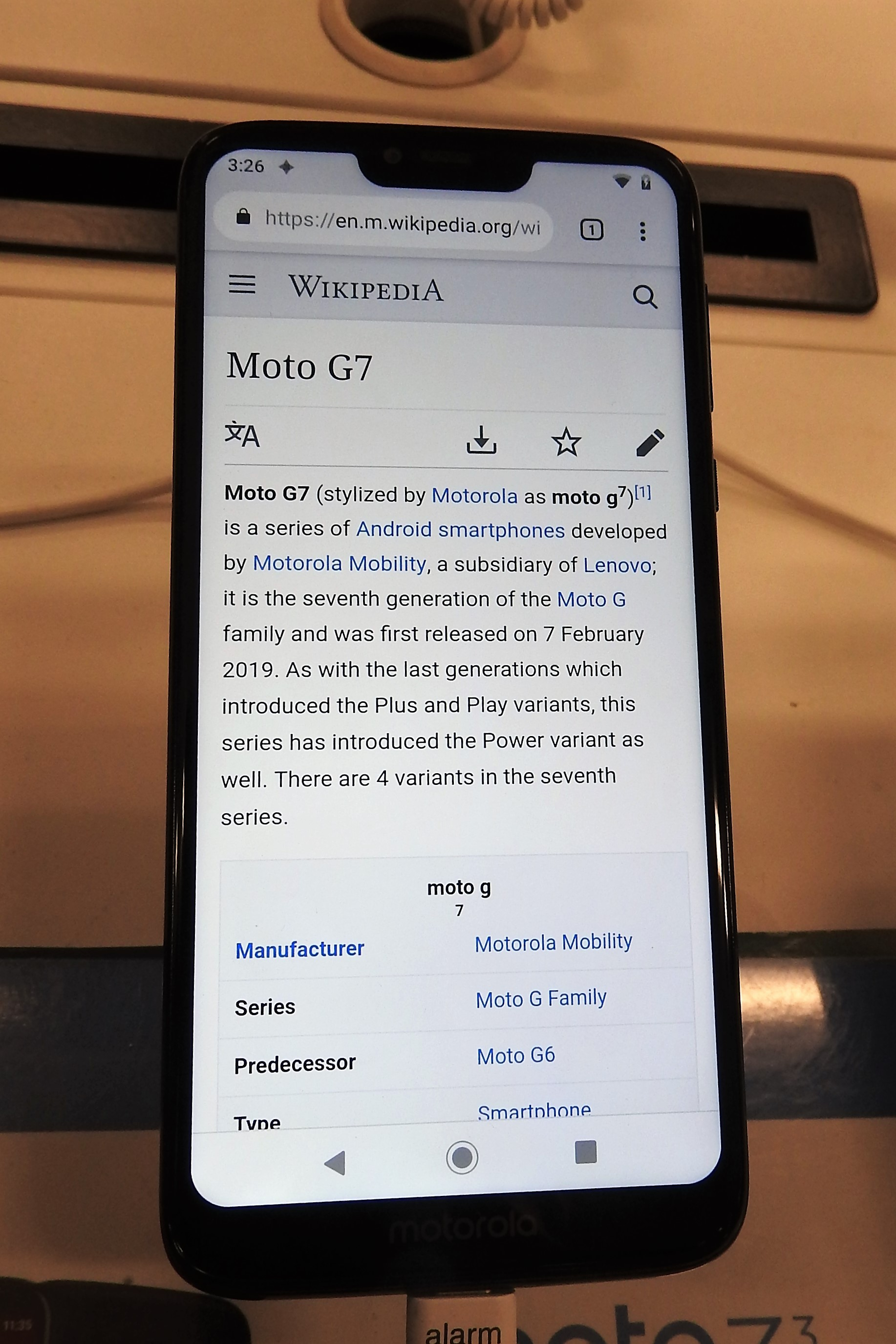
Moto G7 Power mit der englischsprachigen Wikipediaseite der Moto-G7-Reihe